# Сама-аль-Бардан
Сама-аль-Бардан (англ. Sama al-Bardan, араб. صما البردان) — поселення в Сирії, що складає невеличку друзьку общину в нохії Сальхад, яка входить до складу однойменної мінтаки Сальхад в південній сирійській мухафазі Ас-Сувейда.